# Katastrofa lotu SAETA 232
Katastrofa lotu SAETA 232 – wydarzyła się 15 sierpnia 1976. W jej wyniku Vickers Viscount 785D należąca do linii SAETA uderzył w zbocze wulkanu Chimborazo, zabijając wszystkie 59 osób na pokładzie. Wrak samolotu odnaleziono w 2003 roku.

## Samolot
Maszyną obsługującą lot 232 był Vickers Viscount 785D (nr rej. HC-ARS) o numerze seryjnym 377. Samolot odbył swój pierwszy lot 11 marca 1958 i został dostarczony do włoskich linii lotniczych Alitalia. Linie SAETA kupiły samolot w 1969 roku. 

## Przebieg lotu
Samolot wystartował o 8:06 z Quito, a celem lotu było lotnisko w Cuence. Ostatni kontakt z samolotem nastąpił o 8:27. Kiedy maszyna nie zjawiła się na lotnisku docelowym rozpoczęto poszukiwania, ale nie udało się wtedy odnaleźć wraku. Szczątki samolotu odnaleziono 18 lutego 2003 – wrak znajdował się około 200 metrów poniżej szczytu Chimborazo.